# Robby Gordon
Robert W. "Robby" Gordon (Bellflower, Califórnia, 2 de janeiro de 1969) é um automobilista americano. Ele correu em NASCAR, CART, IndyCar, Trans-Am, IMSA, IROC e Rali Dakar. Atualmente compete na série Speed Energy Formula Off-Road, uma série que ele criou em 2013.

## Biografia

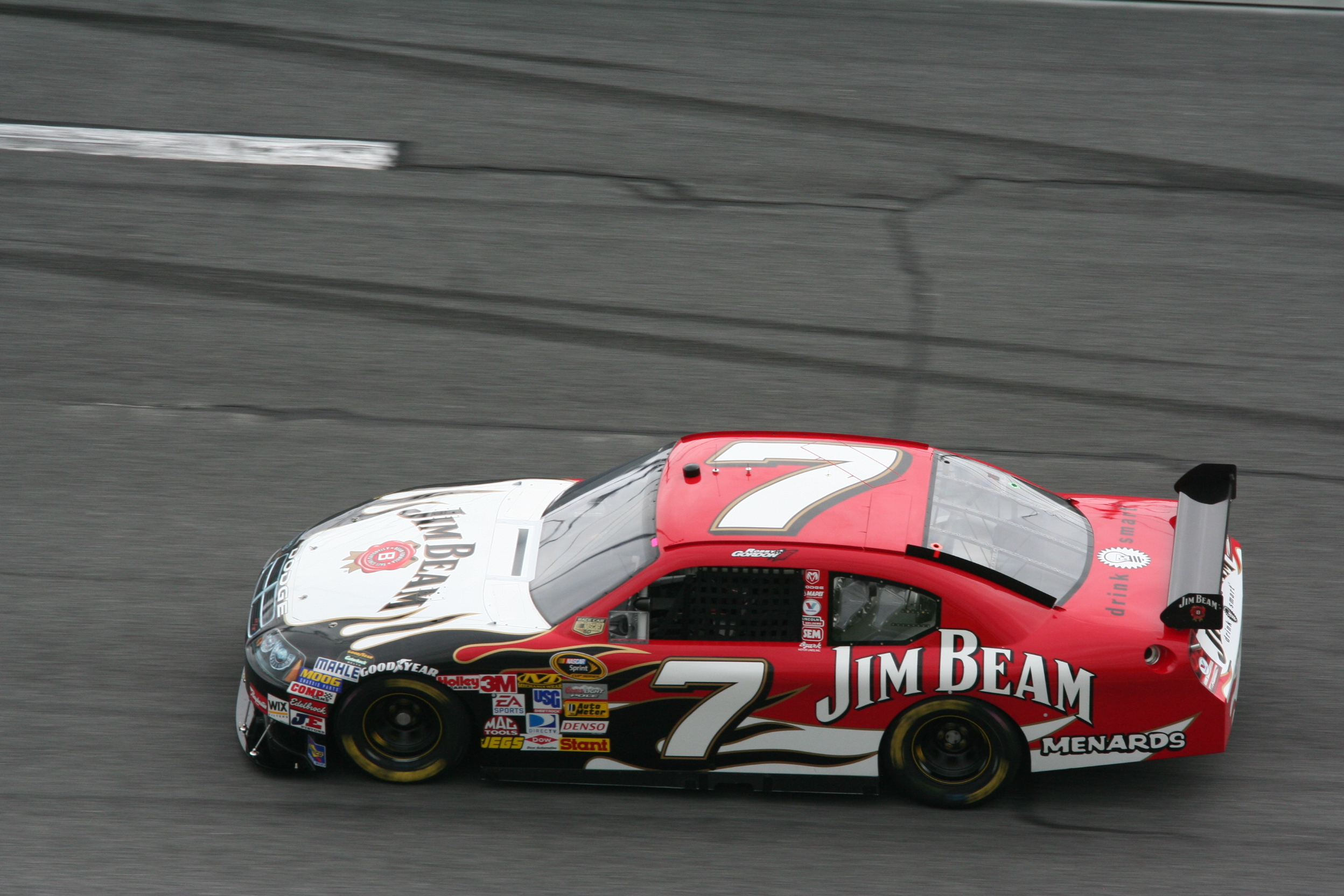
Carro de Robby Gordon na NASCAR em 2008.

Seguindo os passos de seu pai "Baja Bob" Gordon, Robby iniciou sua carreira nas categorias Off-Road, sendo suas principais conquistas 3 Bajas 1000 (1987,1989 e 2006) e 3 vitórias em estágios do Rally Dacar. Em competições de GT de 4 vitórias em classes nas 24 Horas de Daytona e 3 vitórias em classes nas 12 Horas de Sebring, além de vitórias em provas da Trans-Am e IMSA. Em monopostos, sua primeira 500 Milhas de Indianapolis foi em 1992, correndo nessa prova 10 vezes. Tendo também ganho em duas oportunidades provas válidas pela CART (Atual IndyCar Series). Devido a  seu estilo de pilotagem rápido e agressivo ganhou o apelido de Flash Gordon,em referência a personagem de HQ.
Já nas categorias homologadas pela NASCAR, sua estréia foi em 1991 na tradicional 500 Milhas de Daytona. Mas seu primeiro campeonato na Nextel Cup com mais largadas foi me 1997 pela SABCO, depois passou pelas equipes Morgan McClure e Ultra, até que em 2001 assinou com a Richard Childress Racing, para pilotar o Chevrolet Monte Carlo de numeral 31. Nesse carro conseguiu suas 3 vitórias na Cup: a New Hampshire 300, no New Hampshire International Speedway em 2001; a Dodge/Save Mart 350, no Infineon Raceway em 2003; e a Sirius at the Glen, no Watkins Glen International também em 2003. No ano de 2005, Robby monta sua própria equipe na NASCAR,  a Robby Gordon Motorsport que nos dois primeiros anos correu com carro da Chevrolet e em 2007 corre com carro da Ford, mas sempre com o número 7. Na categoria Busch Series, Gordon tem uma vitória em Richmond International Raceway, na prova Emerson Radio 250 em 2004.